# 观察报 (瑞士)
《观察报》，又译《一瞥报》，是一份瑞士的德语报纸，内容涵盖时事、体育、娱乐、日常生活。

## 历史
《观察报》创立于1959年，是瑞士首份小报。
自2017年2月起报纸的总编是克里斯蒂安·多雷尔（Christian Dorer）。

## 发行量
- 335,143 1995年－1996年
- 315,548 1997年
- 309,000 2001年
- 292,292 2003年
- 254,657 2006年
- 240,000 2008年
- 214,555 2009年
- 214,880 2010年